# Wernaschen

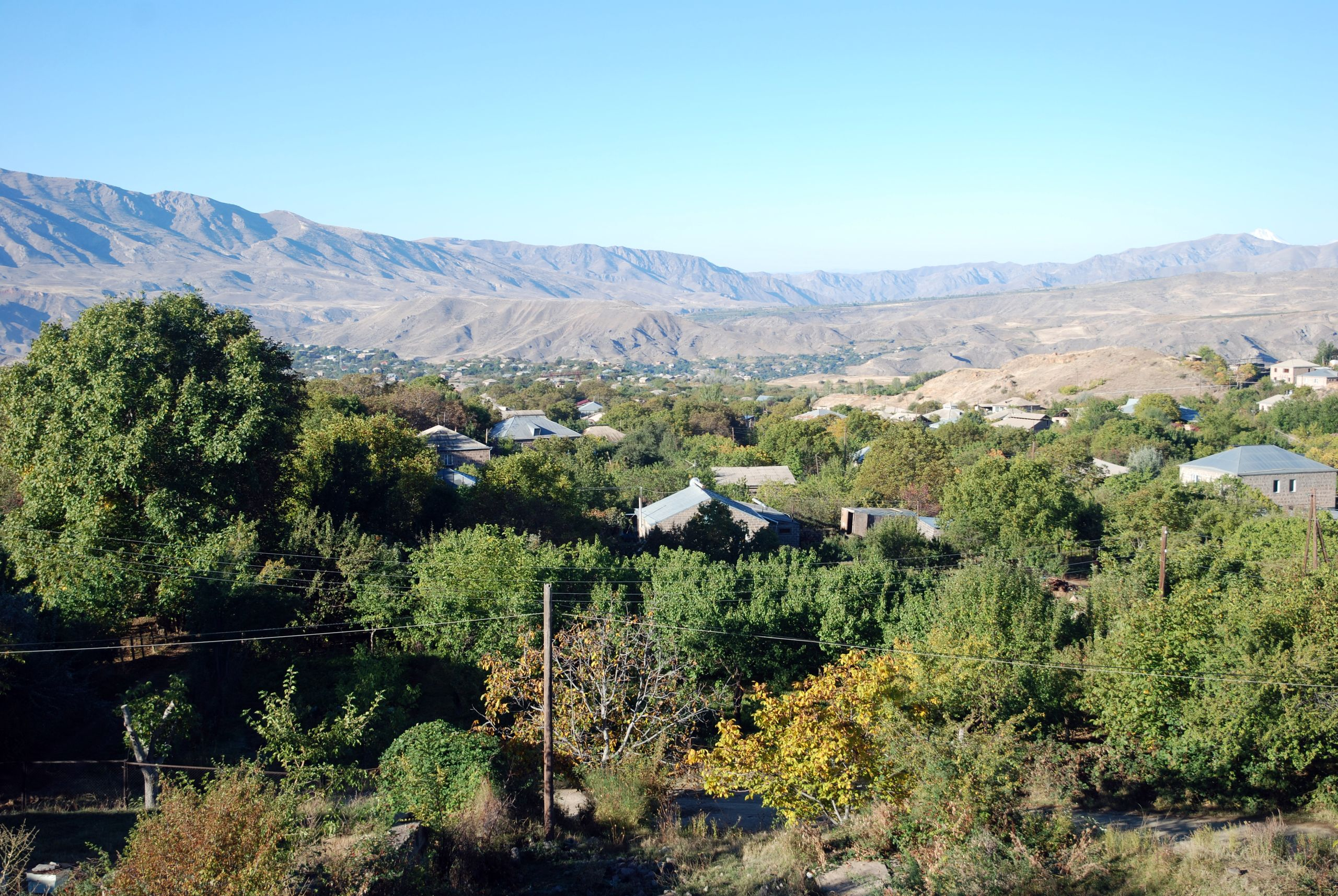
Über Wernaschen nach Süden. Im Hintergrund das Tal des Arpa und Jeghegnadsor.

Wernaschen (armenisch Վերնաշեն Wernaschen), andere Umschrift Vernaschen, alter Name Srkoghovk, bis 1946 aserbaidschanisch Başkənd (Baschkend), ist ein Dorf und eine Landgemeinde (hamaynkner) mit rund 1300 Einwohnern in der südarmenischen Provinz Wajoz Dsor nördlich der Provinzhauptstadt Jeghegnadsor. Das Gladzor-Museum widmet sich der Geschichte und Bedeutung der gleichnamigen mittelalterlichen Universität, die sich vermutlich im nahegelegenen ehemaligen Kloster Tanahat befand.

## Lage
Wernaschen liegt auf einer Höhe von 1479 Metern am Hang eines Hügels fünf Kilometer nördlich von Jeghegnadsor. Eine Straße führt vom Zentrum der Provinzhauptstadt zunächst durch den Vorort Gladzor und weiter stetig ansteigend durch Wernaschen. Am nördlichen Ortsrand biegt die einspurige Asphaltstraße nach Südosten ab, erreicht nach fünf Kilometern das ehemalige Kloster Tanahat und endet drei Kilometer weiter bei einem Pilgerziel für armenische Christen, der Kirche des ehemaligen Arkaz-Klosters (Arkazi Surb Khach).
Am Gladzor-Museum beginnt der neun Kilometer lange Fahrweg und der kürzere Fußweg zu der nördlich in den Bergen gelegenen Klosterkirche Spitakavor und weiter oberhalb zur Festung Proschaberd (Boloraberd) aus dem 13. Jahrhundert.

## Ortsbild
Nach der amtlichen Statistik von 2008 hatte Wernaschen 1312 Einwohner. Im Jahr 2012 lag die Zahl der Einwohner in gleicher Höhe bei 1318. Wernaschen ist eine von 41 Landgemeinden der Provinz. Die armenischen Einwohner kamen um 1829 aus der nordwestiranischen Region Salamas.
Die städtischen Wohnhäuser und Gehöfte von Wernaschen sind von Gärten mit dichtem Baumbestand umgeben. Durch die lockere Bebauung sind Gladzor und Wernaschen entlang der Verbindungsstraße weitgehend zusammengewachsen. Vom Tal des Flusses Arpa, in dem Jeghegnadsor liegt, bis auf die Höhenlage von Wernaschen zieht sich ein fruchtbarer Streifen von Obstbäumen und kleinen Gemüsefeldern, der sich im Sommer wie eine Oase von den braunen, nur mit Gras bewachsenen Hängen der Umgebung abhebt.
Es gibt eine lokale Busverbindung mit Jeghegnadsor und zwei bis drei Lebensmittelläden entlang der einzigen Straße.

## Gladzor-Museum

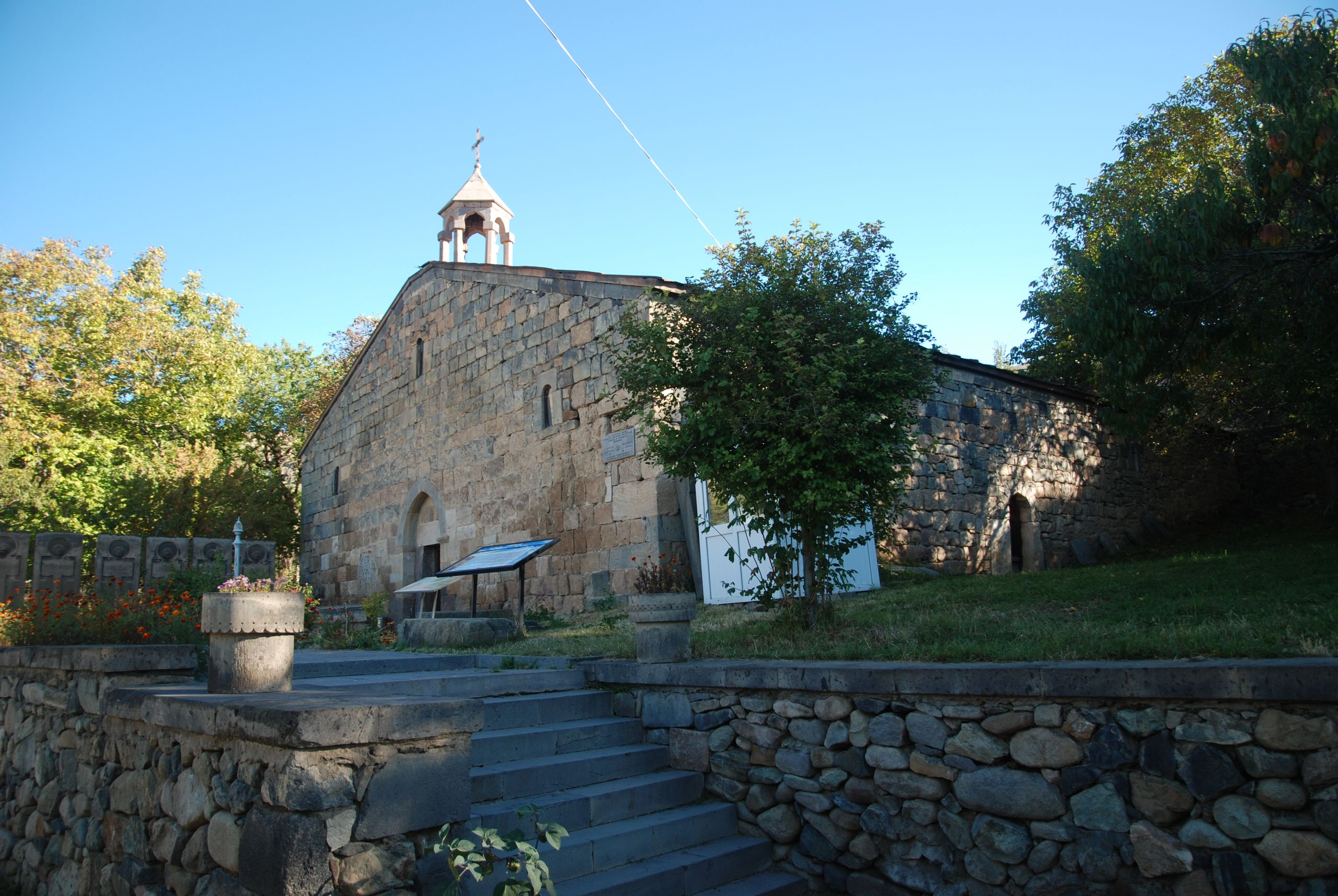
Gladzor-Museum in der ehemaligen Kirche von Südwesten

Bekannt ist der Ort für das Gladzor-Museum, das in der ehemaligen Surb Hakob-Kirche aus dem 17. Jahrhundert eingerichtet wurde. Das Museumsgebäude ist eine dreischiffige Basilika aus grob behauenen Tuffsteinquadern, die teilweise von einem älteren Bau stammen. Die drei durch massive Pfeilerreihen geteilten Schiffe werden von einem breiten Satteldach überdeckt, wie es für südarmenische Kirchengebäude dieser Zeit typisch ist. Die Universität von Gladzor wurde 1282 gegründet, als der Süden des heutigen Armenien unter den Fürsten der Orbelian- und Proschian-Familie weitgehend unabhängig war. Einer der Gründer war der Architekt, Bildhauer und Buchmaler Momik. Bis zur Schließung im Jahr 1338 gingen von ihr weitreichende Impulse für das armenische religiöse und philosophische Denken aus. Sie nahm eine führende Stellung bei der Selbstbehauptung der Armenisch-Apostolischen Kirche gegen die römisch-katholischen Missionare ein, die Armenien dem Papst unterstellen wollten.
Aus allen armenischen Siedlungsgebieten einschließlich Kilikien kamen Studenten nach Gladzor. Einige der insgesamt 350 Absolventen der Universität sind namentlich überliefert. Das sieben bis acht Jahre dauernde Ausbildungsprogramm beinhaltete die klassischen sieben Fächer, wobei zunächst die drei Fächer (latein. Trivium) Logik, Grammatik und Rhetorik unterrichtet wurden, gefolgt von den vier Fächern (Quadrivium) Arithmetik, Geometrie, Musik und Astronomie. Einen Schwerpunkt bildeten außerdem Miniaturmalerei, Kalligrafie und Bildhauerei. Unruhen und anarchische Zustände als Folge der Nachfolgestreitereien unter den mongolischen Ilchanen führten zur Schließung der Universität. Der Philosoph Hovhannes Vorotnetsi (1315–1388/98) führte nach 1338 kurzzeitig die Lehre im Kloster Vorotnavank in der heutigen Provinz Sjunik weiter, bevor er die Universität des Klosters Tatew gründete, die bis 1434 bestand.
Das Museum zeigt Kopien alter Manuskripte, Karten und Fotos verschiedener Klöster und Bildungseinrichtungen des Landes. Die Originalhandschriften befinden sich im Matenadaran in Jerewan. Das Gebäude wurde 1984, nach der 700-Jahr-Feier der Universität Gladzor, die 1982 bei den Ruinen des Klosters Tanahat stattfand, restauriert und als Museum eingerichtet. Es ist täglich außer montags von 10:00 bis 16:00 Uhr geöffnet.